# Proces empiryczny (model kontroli procesu)
Proces empiryczny (model kontroli procesów) – szereg świadomych i skoordynowanych działań ukierunkowanych na monitorowanie architektur, mechanizmów i algorytmów oraz porównywanie stanów rzeczywistych z oczekiwanymi, podejmowanych w celu zarządzania jakością procesów.
Istnieją dwa główne podejścia do kontroli procesów:
- zdefiniowany model kontroli procesu
- empiryczny model kontroli procesu

Empiryczny model kontroli procesu jest empiryczną metodą zarządzania jakością opartą na mechanizmach przejrzystości, inspekcji oraz adaptacji.
- Przejrzystość (transparency) – każdy element procesu musi być jawny i zrozumiały dla wszystkich.
- Inspekcja (inspection) – każdy element procesu musi być cyklicznie poddawany przeglądowi w celu zlokalizowania przeszkód, które powodują, że proces staje się mniej optymalny.
- Adaptacja (adaptation) – po zlokalizowaniu przeszkody w procesie, należy tak szybko jak to możliwe wyeliminować ją w celu usprawnienia procesu.

Podejście empiryczne stosowane jest dla procesów, których przebiegu nie można z góry przewidzieć i dokładnie zdefiniować; które generują nieprzewidywalne oraz niepowtarzalne wyniki. Przykładem takiego procesu, może być np. tworzenie oprogramowania.
Tworzenia oprogramowania ze względu na zawiłości technologiczne oraz ciągle zmieniające się potrzeby rynku jest procesem skomplikowanym, zawiłym i odznaczającym się dużym stopniem złożoności. Dlatego coraz częściej do zarządzania procesem tworzenia oprogramowania stosuje się empiryczny model kontroli procesu, zaimplementowany np. poprzez metodykę Scrum.